# Mirapinna
Mirapinna is een monotypisch geslacht van straalvinnige vissen uit de familie van wondervinnigen (Mirapinnidae). Het geslacht is voor het eerst wetenschappelijk beschreven in 1956 door Bertelson & Marshall.

## Soort
- Mirapinna esau Bertelsen & Marshall, 1956